# Cambridgeshire County Football League
Cambridgeshire County Football League, hiện tại có tên Kershaw Cambridgeshire County League vì lý do tài trợ, là một giải bóng đá bao phủ vùng Cambridgeshire và phía Tây Suffolk và Norfolk của Anh. Có tổng cộng 13 hạng đấu, cao nhất là Premier Division.  Premier Division nằm ở Bậc 7 (hay Cấp độ 11) của National League System. Dưới Premier Division là Senior A Division và Senior B Division. Dưới 2 hạng đấu này, cấu trúc chia thành hai dãy 5 hạng đấu song song với nhau. Đội vô địch Premier Division có quyền thăng hạng Eastern Counties League Division One nhưng ít đội bóng nhận đặc quyền này.
Ví dụ, cuối mùa giải 2012–13, Great Shelford, là một trong những đội bóng mạnh của giải đấu, giành chức vô địch Premier Division, nhưng không lên hạng.

## Các câu lạc bộ mùa giải 2015–16
Kershaw Premier Division

Brampton | Cambridge City Dự bị | Cherry Hinton | Cottenham United | Eaton Socon | Fowlmere | Foxton | Fulbourn Institute | Gamlingay United | Great Shelford | Hardwick | Hemingfords United | Lakenheath | Linton Granta | Over Sports | Sawston United  | West Wratting | Wisbech St Mary
Kershaw Senior A Division

Barrington | Cambridge University Press | Chatteris Town | Ely City Dự bị | Fulbourn Institute Dự bị | Girton United | Hundon | Milton | Orwell | Outwell Swifts | Paxton United | Royston Town 'A' | Soham Town Rangers | Soham United | Somersham Town
Kershaw Senior B Division

Ashdon Villa | Bar Hill | Bluntisham Rangers | Burwell Swifts | Cambridge University Press Dự bị | Comberton United | Godmanchester Rovers Dự bị | Hardwick Dự bị | Hemingfords United Dự bị | Lakenheath Dự bị | Needingworth United | Sawston Rovers | West Wratting Dự bị | Whittlesford United | Wimblington | Witchford
Newmarket Motor Company Division One A

Balsham | Cherry Hinton Dự bị | Debden | Duxford United | Exning United | Great Chishill | Haverhill Borough Dự bị | Histon Hornets Sports | Linton Granta Dự bị | Red Lodge | Saffron Rangers | Sawston United Dự bị |
Newmarket Motor Company Division One B

Alconbury | Buckden | Chatteris Town Dự bị | Eaton Socon Dự bị | Fordham | Huntingdon United | Littleport Town | Manea United | March Town United Dự bị | Milton Dự bị | Over Sports Dự bị | St. Ives Rangers | Swavesey Institute | Wisbech St. Mary Dự bị
Newmarket Motor Company Division Two A

Abington United | Cambourne Rovers | City Life | Eynesbury Rovers 'A' | Fowlmere Dự bị | Gamlingay United Dự bị | Litlington Athletic | Meldreth | Papworth | Paxton United Dự bị | Saffron Crocus | Steeple Bumpstead | Steeple Morden | Thaxted Rangers
Newmarket Motor Company Division Two B

Bar Hill Dự bị | Bluntisham Rangers Dự bị | Brampton Dự bị | Cottenham United Dự bị | Ely Crusaders | Fenstanton | Houghton & Wyton | Isleham United | Little Downham Swifts | March Rangers | Mepal Sports | Mildenhall United | Soham United Dự bị | Wisbech St. Mary 'A'
Newmarket Motor Company Division Three A

Bassingbourn | Clare Town | Duxford United Dự bị | Eaton Socon 'A' | Foxton Dự bị | Girton United Dự bị | Hardwick 'A' | Hundon Dự bị | Linton Granta 'A' | Melbourn | Offord United | Whittlesford United Dự bị | Wilbraham
Newmarket Motor Company Division Three B

Alconbury Dự bị | AFC Barley Mow | Benwick Athletic  | Burwell Swifts Dự bị | Chatteris Fen Tigers | Earith United | Lakenheath Casuals | The Eagle | Upwell Town | Waterbeach Colts Old Boys | West Row Gunners | Wimblington Dự bị | Wisbech St. Mary 'B'
Newmarket Motor Company Division Four A

Buckden Dự bị | Cambridge Ambassadors | Cherry Hinton 'A' | Finchingfield | Guilden Morden | Kedington | Milton 'A' | Mott MacDonald | Papworth Dự bị | Saffron Dynamos | Sawston Rovers Dự bị | Sawston United 'A' |
Newmarket Motor Company Division Four B

Chatteris Town 'A' | Coldham United | Doddington United | Fordham Dự bị | Hemingfords United 'A' | Isleham Unites Dự bị | Isleham Warriors | March Rangers Dự bị | Tuddenham | Wisbech St. Mary 'C' | Witchford Dự bị
Newmarket Motor Company Division Five A

Barrington Dự bị | Clare Town Dự bị | Fulbourn Institiute 'A' | Harston | Haslingfield | Haverhill Rovers 'A' | Histon Hornets Sports Dự bị | Saffron Crocus Dự bị | Steeple Morden Dự bị | Suffolk Punch Haverhill | Thaxted Rangers Dự bị | Wickhambrook
Newmarket Motor Company Division Five B

Barton Mills | Benwick Athletic Dự bị | Burwell Tigers | Chatteris Town 'B' | Cottenham United 'A' | Ely Crusaders Dự bị | Guyhirn | Lakenheath Casuals Dự bị | Marchester United | Needingworth United Dự bị | Upwell Town Dự bị | Wicken Athletic

## Các đội vô địch Premier Division gần đây
- 1999–2000: Over Sports
- 2000–01: Histon Dự bị (thăng hạng)
- 2001–02: Sawston United
- 2002–03: Sawston United
- 2003–04: Fulbourn Institute
- 2004–05: Fulbourn Institute (thăng hạng)
- 2005–06: Sawston United
- 2006–07: Great Shelford
- 2007–08: Waterbeach
- 2008–09: Fulbourn Institute
- 2009–10: Fulbourn Institute
- 2010–11: Lakenheath
- 2011–12: Linton Granta
- 2012–13: Great Shelford
- 2013–14: Over Sports
- 2014–15: Great Shelford